# Kapelle zum heiligen Kreuz (Heusenstamm)

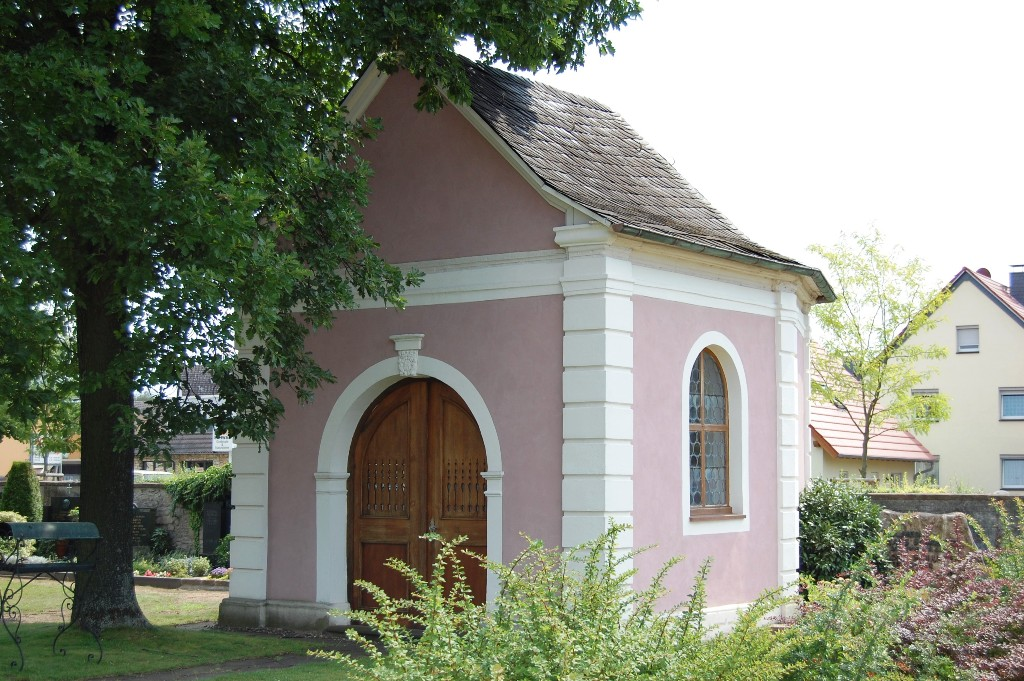
Kapelle zum heiligen Kreuz in Heusenstamm. Aufnahme von 2008

Die Kapelle zum heiligen Kreuz im hessischen Heusenstamm wurde 1708 als Feldkapelle zum Gedenken an den 1705 verstorbenen Reichsgrafen Johann Erwein von Schönborn errichtet. Heute steht sie als Friedhofskapelle an der südlichen Grenze des Heusenstammer Friedhofs. Die Kapelle ist mit künstlerisch wertvollen Stuckarbeiten ausgestattet.

## Geschichte

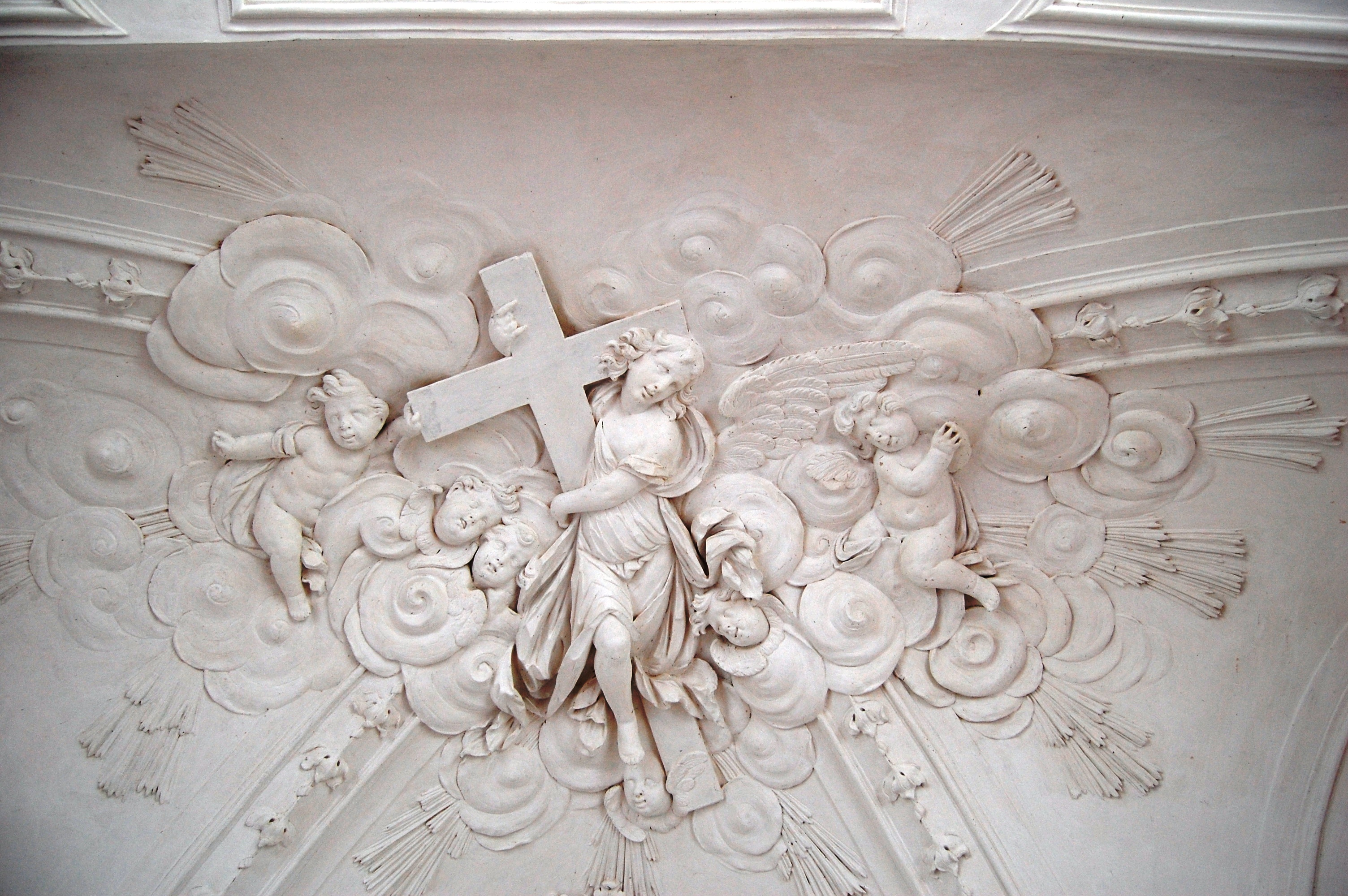
Detail der Stuckverzierung im Innenraum der Kapelle.

Als der Reichsgraf Johann Erwein von Schönborn 1705 verstarb, gab seine Witwe, die Reichsgräfin Mariana (geb. Waldbott von Bassenheim) zum Gedenken den Bau der Feldkapelle zum heiligen Kreuz in Auftrag. Mariana war nur ein Jahr mit Eugen Erwein verheiratet und die Nichte seiner ersten Frau Maria Anna, welche 1702 verstorben war. Mit der Ausführung der Ausstattung wurden die beiden italienischen Stuckateure Eugenio Castelli und Antonio Genome betraut, welche die Arbeiten in hoher künstlerischer Qualität ausgeführt haben. Im Jahr 1708 waren die Arbeiten beendet und die Kapelle fertiggestellt. Im ursprünglichen Zusammenhang mit dem Totengedenken steht auch die der Kapelle benachbarte Kreuzigungsgruppe, die 1709 errichtet wurde. Erst 30 Jahre später, 1739, wurde mit dem Bau der Schönborn’schen Begräbniskirche, St. Cäcilia, begonnen. In der Zwischenzeit diente die Feldkapelle zum heiligen Kreuz als Schönborn’sche Hofkapelle.